# Wspólnota Samorządowa – Gryf XXI
Wspólnota Samorządowa – Gryf XXI – polskie stowarzyszenie polityczne o charakterze samorządowym działające na terenie powiatu polickiego. Organizacja powołana została przez Władysława Diakuna, burmistrza Polic w latach 1998–2024.
Od 2002 roku rejestruje swoje listy w wyborach do rady powiatu polickiego, rady miejskiej w Policach oraz na burmistrza Polic.

## Historia
Stowarzyszenie zostało zarejestrowane 10 czerwca 2002 roku. W wyborach samorządowych w 2002 roku organizacja zarejestrowała swoje listy w wyborach do rady powiatu polickiego, rady miasta i gminy Police oraz na burmistrza Polic, a także w okręgu 1 do rady gminy Kołbaskowo. W wyborach na burmistrza wygrał ubiegający się o reelekcję kandydat Gryfa XXI Władysław Diakun, do rady powiatu organizacja wprowadziła 5 osób, a do rady miasta i gminy 7 osób. W wyborach do rady gminy Kołbaskowo mandatu nie uzyskał żaden z kandydatów reprezentujących organizację.
W wyborach samorządowych w 2006 roku organizacja ponownie zarejestrowała swoje listy wyborcze. W wyborach do rady powiatu polickiego startowała w grupie z Platformą Obywatelską i wprowadziła do rady powiatu 4 radnych. W wyborach do rady miasta i gminy Police, również startując z PO, wprowadziła do rady 7 osób. W wyborach na burmistrza Polic ponownie zwyciężył prezes organizacji – Władysław Diakun. 8 grudnia tego samego roku członek Gryfa XXI – Andrzej Bednarek został wybrany wicestarostą powiatu polickiego w zarządzie Leszka Guździoła. W styczniu 2010 roku na funkcji wicestarosty zastąpiła go również członkini organizacji – Izabela Wesołowska-Kośmider. W marcu tego samego roku Bednarek został wybrany sekretarzem powiatu.
W wyborach samorządowych w 2010 roku Gryf XXI wprowadził 6 radnych do rady powiatu polickiego oraz 9 radnych do rady gminy Police. Burmistrzem Polic ponownie został wybrany prezes organizacji, Władysław Diakun. Po wyborach Gryf XXI utworzył koalicję z Prawem i Sprawiedliwością. Przewodniczącym rady gminy został członek organizacji, Witold Król, a Władysław Diakun powołał Jakuba Pisańskiego na funkcję wiceburmistrza. W radzie powiatu przewodniczącym klubu Gryfa XXI został Cezary Arciszewski. Arciszewski został następnie wybrany przewodniczącym rady powiatu, a Izabela Wesołowska-Kośmider wiceprzewodniczącą. W lipcu 2014 koalicja Gryfa XXI z PiSem została zerwana w wyniku odwołania z funkcji wiceburmistrza Pawła Mirowskiego.
W wyborach samorządowych w 2014 roku organizacja uzyskała 9 mandatów w radzie powiatu oraz 17 mandatów w radzie gminy Police. Władysław Diakun kandydując z KWW Wspólnoty Samorządowej Gryf XXI ponownie został wybrany burmistrzem Polic. 1 grudnia tego samego roku Cezary Arciszewski został wybrany przewodniczącym rady powiatu, a Izabela Wesołowska-Kośmider wiceprzewodniczącą. Tego samego dnia rada gminy wybrała ponownie na swojego przewodniczącego Witolda Króla, a na jego zastępców dwóch członków Gryfa XXI: Elżbietę Jaźwińską oraz Michała Rajewskiego. 7 dni później Andrzej Bednarek został wybrany starostą powiatu polickiego, a Beata Chmielewska (również z Gryfa XXI) członkiem zarządu powiatu. 1 marca 2015 roku Władysław Diakun powołał na swojego drugiego wiceburmistrza Macieja Greinerta.
W wyborach w 2018 roku Gryf XXI zarejestrował swoje listy w wyborach do rady powiatu, rady miasta i gminy Police oraz na burmistrza Polic. Poparł także Aleksandra Dobę jako kandydata do Sejmiku Województwa Zachodniopomorskiego w ramach listy Bezpartyjnych Samorządowców. W wyborach do rady powiatu organizacja wprowadziła 8 radnych, do rady miasta i gminy 10 radnych. Burmistrzem został ponownie wybrany Władysław Diakun. Aleksander Doba uzyskał mandat radnego z najwyższym wynikiem na liście, ale postanowił zrezygnować z mandatu. Po wyborach Gryf XXI zawiązał koalicję z Platformą Obywatelską i Nowoczesną. W listopadzie tego samego roku Cezary Arciszewski został ponownie wybrany przewodniczącym rady powiatu, Andrzej Bednarek został ponownie starostą, Beata Chmielewska członkiem zarządu powiatu. W radzie miasta przewodniczącym został Grzegorz Ufniarz, a wiceprzewodniczącym Andrzej Rogowski. W lutym 2021 roku Grzegorz Ufniarz wystąpił z klubu radnych, zrezygnował z funkcji przewodniczącego rady miejskiej oraz dołączył do Polski 2050. Na funkcję przewodniczącego został wybrany radny Gryfa – Andrzej Rogowski, a na wiceprzewodniczącą wybrano Ilonę Bednarek. We wrześniu 2022 roku klub radnych Gryfa XXI w radzie miasta opuścili Artur Echaust i Sławomir Kajkowski, tym samym powodując utratę większości przez koalicję Gryfa XXI i Koalicji Obywatelskiej.

## Struktura i działacze

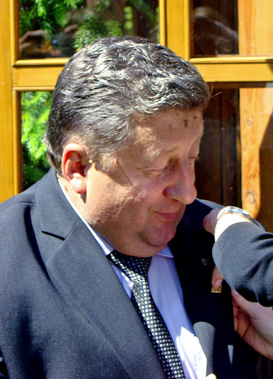
Władysław Diakun – burmistrz Polic i prezes Gryfa XXI

### Struktura
Władze stowarzyszenia składają się z 2 organów – Zarządu (będącego organem reprezentującym) oraz Komisji Rewizyjnej (będącej organem nadzoru).

#### Zarząd
| Imię i nazwisko    | Funkcja         | Od                   |
| ------------------ | --------------- | -------------------- |
| Władysław Diakun   | Prezes          | 18 marca 2005        |
| Adam Pacholik      | Sekretarz       | 14 lipca 2017        |
| Zbigniew Wyrwicz   | Skarbnik        | 18 marca 2005        |
| Cezary Arciszewski | Członek zarządu | 25 października 2011 |
| Andrzej Rogowski   | Członek zarządu | 11 maja 2022         |

#### Komisja Rewizyjna
| Imię i nazwisko   | Od                |
| ----------------- | ----------------- |
| Zbigniew Żułowski | 14 czerwca 2010   |
| Grażyna Walz      | 10 marca 2016     |
| Ryszard Szremski  | 13 listopada 2019 |

### Działacze
Od wyborów samorządowych w 2002 roku organizacja rejestruje swoje listy wyborcze do rady powiatu polickiego oraz rady gminy Police.

#### Samorząd województwa

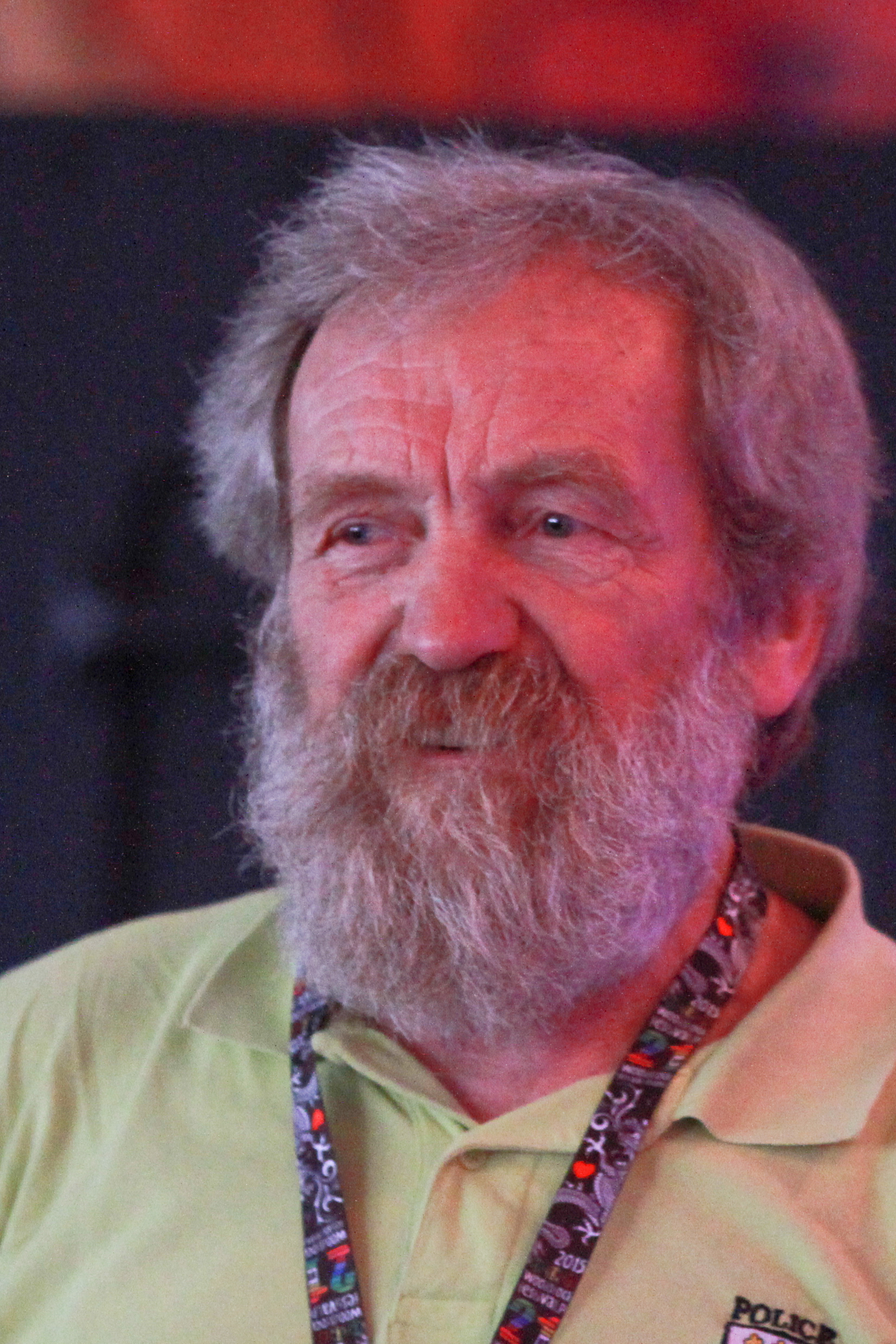
Aleksander Doba – kandydat Gryfa XXI do Sejmiku Województwa Zachodniopomorskiego

W wyborach samorządowych w 2018 roku mandat radnego Sejmiku Województwa Zachodniopomorskiego z ramienia organizacji (kandydując z list Bezpartyjnych) uzyskał Aleksander Doba. Ostatecznie postanowił on zrezygnować z mandatu radnego.

#### Władze powiatu

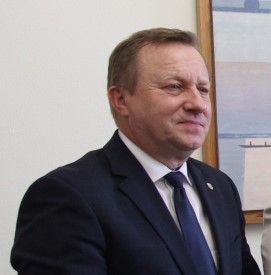
Andrzej Bednarek – od 2014 roku starosta powiatu polickiego z ramienia Gryfa XXI

##### Starostowie
| Zdjęcie | Imię i nazwisko  | Od             | Do          |
| ------- | ---------------- | -------------- | ----------- |
|         | Andrzej Bednarek | 8 grudnia 2014 | 7 maja 2024 |

##### Członkowie zarządu
| Imię i nazwisko             | Funkcja           | Od               | Do               |
| --------------------------- | ----------------- | ---------------- | ---------------- |
| Andrzej Bednarek            | Wicestarosta      | 8 grudnia 2006   | 29 stycznia 2010 |
| Izabela Wesołowska-Kośmider | Wicestarosta      | 29 stycznia 2010 | 26 grudnia 2010  |
| Beata Chmielewska           | Członkini zarządu | 8 grudnia 2014   | 7 maja 2024      |

##### Radni powiatu
| Imię i nazwisko             | Funkcja w radzie powiatu |
| --------------------------- | --- |
| Cezary Arciszewski          | Przewodniczący rady powiatu, p.o. przewodniczącego klubu radnych                                                                                          |
| Andrzej Bednarek            | Starosta powiatu |
| Beata Chmielewska           | Członek zarządu powiatu |
| Waldemar Echaust            | Przewodniczący Komisji Rewizyjnej |
| Jacek Fabisiak              | Przewodniczący Komisji Środowiska, Infrastruktury i Rolnictwa; wiceprzewodniczący Komisji Zdrowia, Bezpieczeństwa, Pomocy Społecznej i Polityki Rodzinnej |
| Dariusz Podhajny            | Przewodniczący Komisji Promocji, Rozwoju, Sportu i Turystyki                                                                                              |
| Małgorzata Siemianowska     | Przewodnicząca Komisji Budżetu, Finansów i Mienia Powiatu; wiceprzewodnicząca Komisji Skarg, Wniosków i Petycji; sekretarz Komisji Rewizyjnej             |
| Izabela Wesołowska-Kośmider | |

#### Władze Miasta i Gminy Police

##### Burmistrzowie
| Zdjęcie | Imię i nazwisko  | Od                | Do          |
| ------- | ---------------- | ----------------- | ----------- |
|         | Władysław Diakun | 19 listopada 1998 | 7 maja 2024 |

##### Wiceburmistrzowie
| Imię i nazwisko  | Od           | Do          |
| ---------------- | ------------ | ----------- |
| Waldemar Echaust | 1998         | 2006        |
| Jakub Pisański   | 2002         | 7 maja 2024 |
| Maciej Greinert  | 1 marca 2015 | 7 maja 2024 |

##### Radni miasta i gminy
| Imię i nazwisko         | Funkcja |
| ----------------------- | --- |
| Andrzej Rogowski        | Przewodniczący rady miejskiej                                                                                   |
| Ilona Bednarek          | Wiceprzewodnicząca rady miejskiej                                                                               |
| Wiesław Gaweł           | Przewodniczący Komisji Rewizyjnej                                                                               |
| Zygmunt Kołacki         | Przewodniczący Komisji Budżetu i Finansów Gminnych                                                              |
| Zofia Hlek              | Przewodnicząca Komisji Zdrowia, Spraw Społecznych i Porządku Publicznego; wiceprzewodnicząca Komisji Rewizyjnej |
| Piotr Diakun            | Przewodniczący Komisji Infrastruktury Komunalnej, Rozwoju i Ekologii                                            |
| Władysław Kosiorkiewicz | Przewodniczący Komisji Skarg, Wniosków i Petycji                                                                |

## Poparcie w wyborach

### Rada powiatu polickiego
| Wybory | Głosy  | Głosy  | mandaty |
| ------ | ------ | ------ | ------- |
| Wybory | Liczba | %      | mandaty |
| 2002   | 4422   | 27.43% | 5/17    |
| 2006   | 3619   | 17.59% | 4/19    |
| 2010   | 6201   | 26.26% | 6/19    |
| 2014   | 8530   | 41.96% | 9/18    |
| 2018   | 10624  | 34.52% | 8/19    |
| 2024   | 8265   | 27.05% | 6/19    |

### Burmistrz Polic
| Wybory | Kandydat         | I tura | I tura | II tura | II tura | Mandat | Uwagi                                                                                  |
| ------ | ---------------- | ------ | ------ | ------- | ------- | ------ | -------------------------------------------------------------------------------------- |
| Wybory | Kandydat         | Głosów | %      | Głosów  | %       | Mandat | Uwagi                                                                                  |
| 2002   | Władysław Diakun | 3694   | 33.54% | 5352    | 56.42%  | Tak    | Wygrana z Kazimierzem Wirkijowskim                                                     |
| 2006   | Władysław Diakun | 9197   | 67.66% | brak    | brak    | Tak    | Wygrana z Piotrem Misiło, Kazimierzem Drzazgą, Elżbietą Jaźwińską i Adamem Sobczykiem  |
| 2010   | Władysław Diakun | 10173  | 72.29% | brak    | brak    | Tak    | Wygrana z Krystianem Kowalewskim, Ewą Chmielewską, Jadwigą Zielińską i Agnieszką Łapin |
| 2014   | Władysław Diakun | 8999   | 69.54% | brak    | brak    | Tak    | Wygrana z Pawłem Mirowskim, Zbigniewem Trojanowskim i Leszkiem Guździołem              |
| 2018   | Władysław Diakun | 8117   | 52.40% | brak    | brak    | Tak    | Wygrana z Krystianem Kowalewskim, Sławomirem Dmochowskim i Ewą Ignaczak                |
| 2024   | Władysław Diakun | 4778   | 34.36% | 4738    | 38.09%  | Nie    | Przegrana z Krystianem Kowalewskim                                                     |

### Rada Miejska w Policach
| Wybory | Głosy  | Głosy  | mandaty |
| ------ | ------ | ------ | ------- |
| Wybory | Liczba | %      | mandaty |
| 2002   | 2689   | 25.19% | 7/21    |
| 2006   | 3363   | 25.89% | 7/21    |
| 2010   | 4996   | 37.36% | 9/21    |
| 2014   | 5099   | 41.54% | 17/21   |
| 2018   | 6514   | 43.12% | 10/21   |
| 2024   | 3062   | 22.15% | 5/21    |

### Rada Gminy Kołbaskowo
| Wybory | Głosy  | Głosy | mandaty |
| ------ | ------ | ----- | ------- |
| Wybory | Liczba | %     | mandaty |
| 2002   | 89     | 4.22% | 0/15    |